# Képviselőház (Japán)
A Képviselőház (衆議院; Hepburn: Shūgiin)  a japán országgyűlés alsóháza. A felsőház a Tanácsosok Háza.
A Képviselőháznak 465 tagja van, akiket négyévente a magyarhoz hasonló vegyes választási rendszerben választanak meg: 289 képviselőt egyéni választókörzetben és 176 képviselőt regionális pártlistákról.
Több jogkörrel rendelkezik mint a Tanácsosok Háza, így ezt tartják befolyásosabbnak a két kamara közül. Az alsóház kétharmados többséggel a felsőház ellenében is elfogadhat törvényeket és nagyobb szerepe van a költségvetés elfogadásában, a nemzetközi szerződések ratifikációjában és a miniszterelnök kinevezésében.